# Dora Genkin
Dora Genkin fue una dirigente sindical argentina, de ideas comunistas, que se desempeñó como Secretaria de la Mujer en la Unión Obrera Textil, durante la década del 30 y del 40. Fue congresal fundadora de la Confederación General del Trabajo (CGT) en 1936.

## Biografía
Dora Genkin había nacido en Argentina; sus padres, rusos habían sido activistas sindicales y actuado en la Revolución de 1905. En los años 30 era técnica especializada en la fábrica de Mittau y Grether, propietaria de las famosas lencería Etam, ubicada en el barrio de Colegiales. Allí fue elegida delegada de la UOT. Se casó con el secretario general de la UOT, Jorge Michellon.
Genkin pertenecía al grupo comunista de la UOT en permanente confrontación con el grupo socialista (los hermanos Lucio y Jorge Bonilla, Juan Armendares, Basilio Dimópulo). Las confrontaciones entre ambos grupos y la desafiliación de la UOT de la CGT en 1945, debilitó al sindicato y permitió que la CGT creara en octubre de 1945 un sindicato paralelo, la Asociación Obrera Textil, dirigido por Mariano Tedesco y apoyo de la Secretaría de Trabajo y Previsión, que desplazó completamente a la UOT, hasta causar su desaparición.